# Muzeul de Artă din Roman
Muzeul de Artă din Roman este un muzeu județean din Roman, amplasat în Str. Mihai Eminescu nr. 3. A funcționat, până în 1970, în clădirea Muzeului de Istorie, din str. Cuza Vodă nr. 33. Clădirea actuală a muzeului este monument de arhitectură, în stil neoclasic. A fost construită la sfârșitul secolului al XIX-lea și a avut mai multe funcționalități: casă de locuit, birouri de instituții, notariat de stat. În prezent expune lucrări de artă semnate de Oscar Han, Nicu Enea, Ștefan Hatnag, A. Nedel, Theodor Pallady, Nicolae Tonitza, Nicolae Dărăscu, Ștefan Dimitrescu, Camil Ressu, Iosif Iser, Lucian Grigorescu, Ștefan Constantinescu, Alexandru Ciucurencu.
Clădirea muzeului este declarată monument istoric, având codul NT-II-m-B-10663. Clădirea actuală a muzeului este monument de arhitectură, în stil neoclasic. A fost construită la sfârșitul secolului al XIX-lea și a avut mai multe funcționalități: casă de locuit, birouri de instituții, notariat de stat.